# Хайнрих Гьобел
Хайнрих Гьобел (на немски: Heinrich Göbel, впоследствие: Хенри Гьобел) е американски изобретател от немски произход, един от пионерите в разработката на електрическата крушка с нажежаема жичка. През 1844 г. се жени за Софи Любке и на 31-годишна възраст, през 1849 г. двамата емигрират в Ню Йорк, където живеят до смъртта си.
През 1893 г. Гьобел предявява претенцията, че изобретява първата работеща електрическа крушка, проектирана от него през 1854 г., четвърт век преди Томас Едисън да патентова неговата. По времето когато Едисън приключвал съдебните процеси, свързани с електрическата крушка с нажежаема жичка, подготвяйки се да се облагодетелства от своя патент, Гьобел внася своя иск в Американското патентно ведомство. През 1882 г. Гьобел вече е правил предложение на Едисън да му продаде изобретението си за няколко хиляди долара, но Едисън не го оценил по достойнство и не приел офертата. Изобретателят Люис Летимър доказва, че крушките, които Гьобел твърди, че е създал през 1850-те, всъщност датират от много по-късен момент, и дори открил стъклодухача, който конструирал фалшивите експонати от крушки на Гьобел. След много обстоен преглед на фактите по случая и предвид показанията под клетва на ответника, съдия Колт се произнася със следните думи:
| „ | Изключително малко вероятно е Хенри Гьобел да е конструирал работеща лампа с нажежаема жичка през 1854 г. Това става ясно от развитието на тази област през последните 50 години, от откритието точно по това време, че законите на електричеството са приложими за лампите с жичка, от несъвършените начини за получаване на вакуум към онзи момент, от високото майсторство нужно за създаването на всичките части на крушката и в същото време грубите инструменти, с които Гьобел е работил. | “ |

Няколко месеца след като съдът признава приоритета за откритието на Едисън, Гьобел умира от пневмония. Погребан е в гробището Грийнууд в Бруклин, Ню Йорк.
|  | Тази страница частично или изцяло представлява превод на страницата Heinrich Göbel в Уикипедия на английски. Оригиналният текст, както и този превод, са защитени от Лиценза „Криейтив Комънс – Признание – Споделяне на споделеното“, а за съдържание, създадено преди юни 2009 година – от Лиценза за свободна документация на ГНУ. Прегледайте историята на редакциите на оригиналната страница, както и на преводната страница, за да видите списъка на съавторите. ВАЖНО: Този шаблон се отнася единствено до авторските права върху съдържанието на статията. Добавянето му не отменя изискването да се посочват конкретни източници на твърденията, които да бъдат благонадеждни. |